# Quissongo
Quissongo, também grafada como Kissongo, é uma cidade e comuna angolana que se localiza na província de Cuanza Sul, pertencente ao município de Libolo.